# Бусиа, Акошуа
Акошуа Гьямама Бусиа (англ. Akosua Gyamama Busia; род. 30 декабря 1966[…], Гана) — ганская актриса, кинорежиссёр, сценаристка, проживающая в Великобритании. Наиболее известна своей ролью в фильме 1985 года «Цветы лиловые полей».

## Семья и молодость
Акошуа Бусиа — дочь Кофи Абрефа Бусиа, премьер-министра Республики Гана (с 1969 по 1972 год), представителя народности ашанти. Акошуа — принцесса королевской семьи Венчи. Её сестра, Абена Бусиа, поэт и академик, была профессором английского языка в Университете Рутгерса а с 2017 года является послом Ганы в Бразилии.
Выросла в Гане и начала свою актёрскую карьеру в возрасте 16 лет, обучалась в Лондоне в Центральной школе сценической речи и драматического искусства. Первую роль сыграла в студенческом театре во время обучения в Оксфордском университете.

## Карьера
Первую значимую роль в кино сыграла в 1985 году в фильме Стивена Спилберга «Цветы лиловые полей» (вместе с Дэнни Гловером и Вупи Голдберг) по адаптированному сценарию одноимённого романа Алисы Уокер.
В 1986 году сыграла в экранизации романа Ричарда Райта «Родной сын» (с Джеральдин Пейдж и Мэттом Диллоном). В этом же году снялась в сериале «Жёсткие уроки» вместе с Дензелом Вашингтоном и Линн Уитфилд, в 1997 году сыграла в фильме Джона Синглтона «Роузвуд», и ряде других фильмов и сериалов.
Бусиа — автор книги «Времена года Бэнто Блэкберд: Роман» (Washington Square Press, 1997). Была одним из трёх соавторов сценария адаптации романа Тони Моррисон 1987 года «Возлюбленная» для одноимённой киноверсии режиссёра Джонатана Демме. В 2008 году Бусиа сняла фильм о своём отце: «The Prof. A Man Remembered. Life, Vision & Legacy of K.A. Busia».
После 18-летнего перерыва, вызванного рождением дочери, в 2016 году Бусиа вернулась к участию в бродвейской постановке пьесы Данай Гуриры «Затмение» вместе с Лупитой Нионго. За свою игру вне Бродвея она получила Премию Оби за выдающуюся игру в роли Риты.

## Личная жизнь
12 октября 1996 года вышла замуж за американского кинорежиссёра Джона Синглтона, от которого у неё есть дочь — Хадар Бусиа-Синглтон (родилась 3 апреля 1997 года); пара развелась 15 июня 1997 года. Их дочь училась в школе в Гане, прежде чем вернуться в США.
Вместе со своей сестрой Абеной Бусиа она учредила Международный фонд «Бусиа», цель которого — оказывать помощь обездоленным.

## Фильмография
| Год  | заглавие                 | Роль               | Примечания          |
| ---- | ------------------------ | ------------------ | ------------------- |
| 1979 | Ашанти                   | Девушка Senoufo    |                     |
| 1983 | Финальный террор         | Ванесса            |                     |
| 1984 | Луизиана                 | Иви                | ТВ фильм            |
| 1985 | Знак убийцы              | Рут                | ТВ фильм            |
| 1985 | Цвет Фиолетовый          | Нетти Харрис       |                     |
| 1986 | Перекрёсток              | Женщина в пансионе |                     |
| 1986 | Удар ниже пояса          | Карма              |                     |
| 1986 | История Джорджа МакКенны | Синтия Байерс      |                     |
| 1986 | Родной сын               | Бесси              |                     |
| 1988 | Saxo                     | Паппет             |                     |
| 1988 | Седьмое знамение         | Пенни Уошберн      |                     |
| 1991 | Нью-Джек-Сити            | Зритель зала суда  | В титрах не указана |
| 1997 | Роузвуд                  | Джевел             |                     |
| 1997 | Безумный город           | Диана              |                     |
| 1997 | Ill Gotten Gains         | Фей                |                     |
| 2003 | Слёзы солнца             | Патиенс            |                     |
| 2007 | Вознесение               | Черри              |                     |